# Caccodes bechynei
Caccodes bechynei es una especie de coleóptero de la familia Cantharidae.

## Distribución geográfica
Habita en las Bahamas.